# Parathesis trichogyne
Parathesis trichogyne är en viveväxtart som beskrevs av William Botting Hemsley. Parathesis trichogyne ingår i släktet Parathesis och familjen viveväxter. Inga underarter finns listade i Catalogue of Life.